# Vicksburg (Mississippi)
Pour les articles homonymes, voir Vicksburg.
La ville de Vicksburg est le siège du comté de Warren dans l’État du Mississippi, aux États-Unis, 377 km au nord de La Nouvelle-Orléans, au confluent du Mississippi et de la Yazoo. Sa population s’élevait à 23 856 habitants lors du recensement de 2010, estimée à 22 136 habitants en 2018. 

## Histoire
La ville fut le théâtre de violents combats lors de la guerre de Sécession.
En 1874, des émeutiers assassinent une quarantaine de personnes noires en réaction à la nomination d'un homme noir comme shérif.